# يوسف البيدان
يوسف عبد الله البيدان (1969) الرئيس الثامن للهيئة العامة للرياضة الكويتية منذ إنشائها.

## مسيرته
ولد يوسف البيدان في الكويت عام 1969، يحمل درجة الماجستير من جامعة الشرق الأوسط في الأردن، بدأ حياته الرياضية في نادي التضامن الكويتي لاعباً عام 1979 حتى عام 1990 ثم اتجه بعدها للإدارة حيث خاض انتخابات النادي عام 2000 وتدرج بالمناصب من نائب رئيس حتى مدير عام قطاع الكرة، ثم أمين السر العام سنة 2003 ثم رئيس مجلس الإدارة عام 2006 ومن ثم أصبح مقرر لجنة الانضباط في الاتحاد الكويتي لكرة القدم وهو إعلامي يشارك بالكثير من الندوات واللقاءات الرياضية ومحلل رياضي بتلفزيون الكويت وبقناة العدالة واثناء أزمة الأندية الرياضية الكويتية حظي بثقة 10 أندية رياضية.

## المناصب
- رئيس نادي التضامن الكويتي السابق.
- رئيس جمعية رجال الأعمال الكويتية الأردنية.
- مقرر لجنة الانضباط في الاتحاد الكويتي لكرة القدم.
- رئيس لجنة الانضباط في الاتحاد الكويتي لكرة القدم.
- رئيس الهيئة العامة للرياضة الكويتية